# Strängnäs-Malmby OL
Strängnäs-Malmby OL (SMOL) är en orienteringsklubb i Strängnäs kommun som har sitt ursprung från Malmby IF, som grundades den 14 april 1936. Från start fanns det fotboll, skidor och orientering på programmet, men i mitten av 1950-talet lades fotbollsaktiviteterna ner till förmån för de andra två idrotterna. Störst framgångar kom klubben att ha på 1980-talet då Malmby IF var en av Sveriges ledande orienteringsföreningar och som 1988 bland annat vann tävlingen 10-mila.
I början av 1990-talet kom förslaget att den framgångsrika klubben på något sätt ska förknippas med Strängnäs och 1993 fastslogs det att Malmby IF skulle döpas om till Strängnäs-Malmby Orienteringslöpare. 